# Elaeocarpus limitaneioides
Elaeocarpus limitaneioides là một loài thực vật có hoa trong họ Côm. Loài này được Y.Tang mô tả khoa học đầu tiên năm 1992.